# کاستانیارو
کاستانیارو (به ایتالیایی: Castagnaro) یک منطقهٔ مسکونی در ایتالیا است که در استان ورونا واقع شده‌است.

## خصوصیات
کاستانیارو ۳۴٫۷ کیلومترمربع مساحت و ۴٬۰۹۱ نفر جمعیت دارد و ۱۴ متر بالاتر از سطح دریا واقع شده‌است.

## خواهرخوانده
شهر فیشباشاو خواهرخواندهٔ کاستانیارو هست.